# Scaphiophryninae
Sous-famille
Synonymes
- Pseudohemisiinae Tamarunov, 1964
- Scaphiophrynidae Kuhn, 1967

Les Scaphiophryninae sont une sous-famille d'amphibiens de la famille des Microhylidae. Elle a été créée en 1946 par Raymond Ferdinand Laurent, herpétologiste belge.

## Répartition
Les espèces de cette sous-famille sont endémiques de Madagascar.

## Liste des genres
Selon Amphibian Species of the World (28 novembre 2013) :
- genre Paradoxophyla Blommers-Schlösser & Blanc, 1991
- genre Scaphiophryne Boulenger, 1882
- et les espèces incertae sedis :
  - Hemisus obscurus Grandidier, 1872
  - Pseudohemisus verrucosus Angel, 1930

## Publication originale
- Laurent, 1946 : Mise au point de la taxonomie des Ranidés. Revue de Zoologie et Botanique Africaine, vol. 39, no 4, p. 336-339.